# Tamijia flagellaris
Tamijia flagellaris är en enhjärtbladig växtart som beskrevs av S.Sakai och Hidetoshi Nagamasu. Tamijia flagellaris ingår i släktet Tamijia och familjen Zingiberaceae. Inga underarter finns listade i Catalogue of Life.